# John Carroll (évêque)
Pour les articles homonymes, voir John Carroll et Carroll.

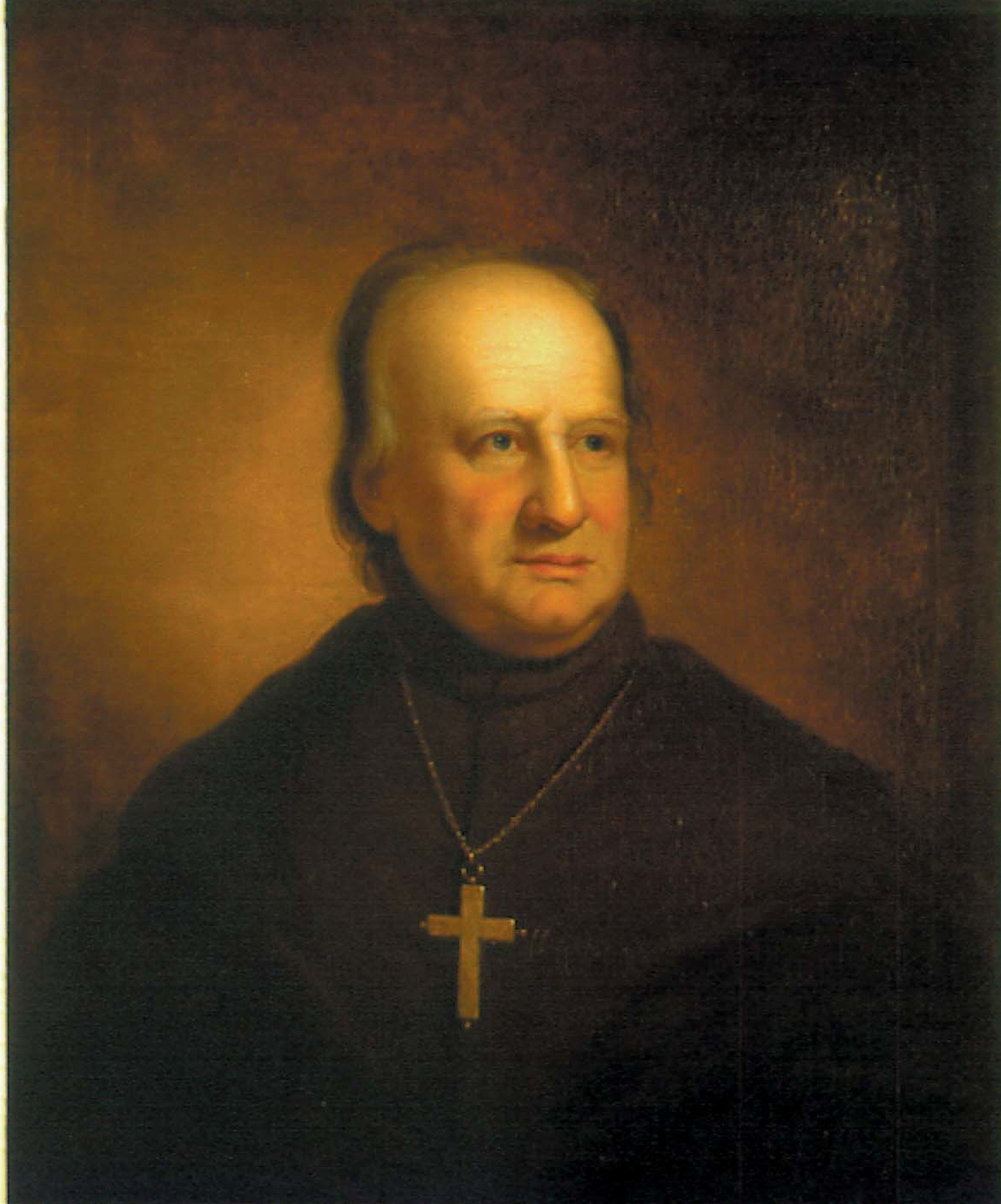
Portrait de John Carroll par Rembrandt Peale, 1811

John Carroll, né le 8 janvier 1735 à Upper Marlboro, dans le Maryland, et mort le 3 décembre 1815 à Baltimore, est un évêque jésuite américain.
C'est le premier évêque catholique aux États-Unis, élu par le clergé local en 1789 et confirmé peu après par le pape Pie VI. Ordonné évêque le 15 août 1790, il est chargé du diocèse de Baltimore. Entièrement gagné aux idéaux de la révolution de 1776 il fut l’architecte de l’intégration des catholiques à la nouvelle nation américaine.

## Biographie

### Premières années et formation
Né de commerçants irlandais immigrés en Amérique, à la colonie anglaise de Maryland, John Carroll est envoyé au collège des Anglais en exil, à Saint-Omer en France, non loin de l'université de Douai, pour y faire ses études secondaires. Il entre dans la Compagnie de Jésus en 1753 et fait des études de théologie à Liège et y est ordonné prêtre en 1769. Carroll reste en Europe où il soutient pastoralement les catholiques anglais exilés, d’abord parmi les jeunes du collège de Saint-Omer et à Liège puis comme aumônier d’aristocrates catholiques anglais installés sur le continent.

### Retour en Amérique
Au moment de la suppression de la Compagnie de Jésus, en 1773, Carroll se trouve au collège de Bruges où il est directeur de la congrégation mariale. Expulsé du collège avec les autres jésuites, Carroll rentre en Amérique au printemps de 1774 où il est d’abord chargé d’une paroisse. Par son cousin Charles Carroll de Carrollton qui en est membre, John Carroll est proche du Congrès américain et des fondateurs de la nouvelle nation des États-Unis d'Amérique. En 1776, année de la déclaration d'indépendance des treize colonies américaines, John Carroll accompagne une mission diplomatique qui tente de rallier la population française du Québec à la révolution. Cette mission échoue mais Carroll gagne l’estime des membres du Congrès américain. Il est entièrement gagné aux idéaux de la révolution américaine et ne ménage pas ses efforts pour obtenir le ralliement des rares prêtres catholiques de l'Amérique du Nord anglo-saxonne (1782-1784), estimant que la liberté religieuse des catholiques est respectée dans la charte de fondation.

### Premier évêque américain
En 1784, sur recommandation de Benjamin Franklin, alors ambassadeur des États-Unis à Paris, John Carroll est nommé par Rome Supérieur des missions catholiques dans les États-Unis du Nord. Il rassemble les différentes missions (chacune très nationale) en une structure hiérarchique de l’Église catholique, en la séparant du vicariat apostolique de Londres dont les catholiques dépendaient. Il semble bien qu’il ait été élu par le clergé (mai 1789) avant d’être nommé évêque par le pape Pie VI le 6 novembre 1789. Son siège sera Baltimore, qui devient ainsi le premier diocèse catholique aux États-Unis. Son ordination épiscopale a lieu le 15 août 1790, à Dorset en Angleterre et réalisée par Charles Walmesley (en) avec comme co-consécrateurs Charles Plowden et James Porter. L'église Saint-Ignace, plus ancienne paroisse de la région, est choisie comme sa cathédrale provisoire. Dès 1791, il convoque ses prêtres en un synode pour harmoniser les pratiques pastorales et sacramentelles dans son vaste diocèse. Ce synode est quasi fondateur de l'Église catholique aux États-Unis. Il s’en prend vigoureusement aux perturbateurs qui mettent en danger « l’harmonie existant entre tous les chrétiens de ce pays, si bénéfique à la liberté civile et religieuse ». Il ordonne le premier prêtre sur le sol américain le 25 mai 1793, un Français, Étienne Badin.

### Importance de l’éducation
Convaincu de l’importance de l’éducation, il invite nombre de congrégations religieuses, masculines et féminines, à ouvrir des institutions d’enseignement dans son diocèse. La plus célèbre est le collège qui est devenu la Georgetown Catholic University (1789). Particulièrement remarquables sont ses efforts pour l’éducation des jeunes filles. Il encourage et soutient Elizabeth Seton, fondatrice de la première congrégation religieuse féminine américaine, les Sœurs de la Charité de Saint Joseph desquelles emergèrent plus tard plusieurs congrégations de sœurs de la Charité. Son engagement dans le domaine de l’éducation est si connu et apprécié qu’il est souvent appelé à faire partie du pouvoir organisateur d’écoles non-catholiques également.

### Établissement des structures ecclésiales
À peine chargé du diocèse, il pense à s’assurer un successeur. Avec l’appui de son synode (1791) une pétition est envoyée à Rome pour en obtenir un évêque coadjuteur. En 1800, Leonard Neale sera ordonné coadjuteur. En 1802, nouvelle pétition suggère que son diocèse soit divisé en quatre nouveaux diocèses. Il suggère Boston, New York, Philadelphie et Bardstown (en). Pie VII, qui a entièrement confiance en lui, crée les diocèses en 1808 et accepte même les candidats proposés par Carroll (parmi eux: Jean Lefebvre de Cheverus pour Boston). Par la même occasion Baltimore devient un archidiocèse. Carroll ordonne les nouveaux évêques en 1810, et signe avec eux un accord pour une discipline ecclésiastique unique dans tous les diocèses des États-Unis. Peu après, le 15 novembre 1810, l’Église catholique américaine se manifeste pour la première fois sur la scène internationale : Carroll et ses suffragants envoient à Napoléon une protestation solennelle contre le traitement infligé par l’empereur au pape Pie VII qu'il retient prisonnier. 
Désirant assurer l’avenir de l'Église, Carroll fonde un séminaire en 1791, pour lequel il avait obtenu la collaboration des pères de Saint-Sulpice. Il désire former un clergé dans les traditions républicaines et démocratiques de la nouvelle nation américaine, mais la croissance est lente. Jusqu’à la fin de sa vie il aura besoin d’un clergé venu d’Europe. Très lié à des groupes nationaux d’immigrés ce clergé fera souvent obstacle à ses efforts d’intégration pour une Église catholique américaine unie.
En 1806, Carroll inaugure les travaux de la première cathédrale des États-Unis. Carroll ne verra cependant pas la fin des travaux, achevés en 1821. Elle deviendra, en 1937, la Basilique du Sanctuaire national de Notre-Dame de l'Assomption.

### Fondations religieuses
Outre l’approbation de la première communauté de religieuses américaines - autour d’Elisabeth Seton - Carroll attire dans son diocèse de nombreuses autres congrégations et ordres religieux : les Augustiniens en 1794, les Dominicains en 1804 avec Edward Fenwick.
Ancien jésuite lui-même, il suit l’évolution de la situation et dès qu’il apprend que Pie VI a approuvé l’existence le la Compagnie en Russie (7 mars 1801), il invite les ex-jésuites de son diocèse à s’y affilier. Le 7 décembre 1814, il reçoit le décret de rétablissement universel de la Compagnie de Jésus (Pie VII). Sa charge pastorale ne lui permet pas de demander sa réadmission, mais il se réjouit publiquement de ce que la Compagnie pourra enfin s’épanouir aux États-Unis.

## Appréciation
L’importance de John Carroll, comme premier évêque catholique américain est considérable. Tout à fait convaincu des idéaux de la révolution américaine (démocratie, liberté religieuse, éducation), et ayant la confiance des fondateurs de la nation, il contribue grandement à unifier les groupes nationaux d’immigrés catholiques en une communauté catholique américaine dynamique et progressiste. Le clergé doubla et la population catholique quadrupla durant les vingt-cinq ans de son épiscopat à Baltimore.
L'université John Carroll d'University Heights dans l'Ohio porte son nom.

## Succession apostolique
John Carroll a ordonné les évêques suivants :
- Archevêque Leonard Neale, S.I. (1800)
- Évêque Michael Francis Egan (en), O.F.M. (1810)
- Cardinal Jean-Louis Anne Madelain Lefebvre de Cheverus (1810)
- Évêque Benoît-Joseph Flaget, P.S.S. (1810)